# Chetone variifasciata
Chetone variifasciata là một loài bướm đêm thuộc phân họ Arctiinae, họ Erebidae.